# Wango (Togo)
Pour les articles homonymes, voir Wango (homonymie).
Wango est une petite ville du Togo située dans la Préfecture de Bassar, dans la région de la Kara

## Géographie
Wango est situé à environ 53 km de Kara,

## Vie économique
- Marché paysan tous les mercredis
- Coopérative paysanne

## Lieux publics
- École primaire